# 主权主义者
主权主义者是西班牙加泰罗尼亚自治区的一个左翼政党。2018年10月23日，它作为共同加泰罗尼亚的一个派别出现。2019年2月21日，它脱离共同加泰罗尼亚，改组为一个政党。该党的意识形态是主权主义、加泰罗尼亚民族主义、共和主义、民主社会主义。该党的总部位于巴塞罗那。该党是加泰罗尼亚共和左翼－主权主义者的成员。